# 鈴木忠司
鈴木 忠司（すずき ただし、1954年8月 - ）は、日本の弁護士。仙台弁護士会副会長、仙台家庭裁判所調停委員、加美町顧問弁護士、仙台弁護士会所属。

## 略歴
宮城県加美町出身。加美町立中新田中学校、宮城県古川高等学校を経て、1977年明治大学法学部法律学科卒業。
1991年（平成3年10月）司法試験合格。1993年（平成5年）司法修習修了、1994年（平成6年4月）仙台弁護士会に弁護士登録。鈴木・原田法律事務所に所属。2006年（平成18年4月）仙台家庭裁判所調停委員に就任。2009年（平成21年4月）仙台弁護士会副会長に就任。明治大学校友会宮城県支部会長。日本体育協会スポーツ少年団協力弁護士。加美町顧問弁護士。